# Bonapartia pedaliota
Bonapartia pedaliota és una espècie de peix pertanyent a la família dels gonostomàtids i l'única del gènere Bonapartia.

## Morfologia
Pot arribar a fer 7,2 cm de llargària màxima. 16-20 radis tous a l'aleta dorsal i 28-31 a l'anal. Opercle i peritoneu platejats. Cua translúcida a la zona ventral. Radis de les aletes dorsal i caudal pigmentats. Té una única fila de fotòfors. Canvia de color diàriament (més fosc a la nit).

## Alimentació
Menja zooplàncton.

## Depredadors
És depredat per Alepisaurus ferox i, a les illes Açores, per Beryx splendens.

## Hàbitat
És un peix marí, mesopelàgic (els exemplars més grossos es troben a més fondària) i batipelàgic que viu entre 100 i 1.200 m de fondària.

## Distribució geogràfica
Es troba a l'Atlàntic oriental (des de les illes Canàries fins al golf de Guinea. És rar al nord del golf de Cadis), les aigües tropicals de l'Atlàntic occidental, l'Atlàntic nord-occidental (el Canadà) i les regions tropicals de l'Índic.

## Observacions
És inofensiu per als humans.